# Enrico Annibale Butti
Enrico Annibale Butti, född 1868 och död 1912, var en italiensk författare.
Butti, som var Ibsenanhängare, fast konservativ, behandlade i sina dramer moraliska problem; lyckofrågan i La corsa al piacere (1900), kvinnans frigörelse i La fine di un ideale (1900), konflikten mellan verkligheten och drömmen i Il castello del sogno (andra upplagan 1910). Hans romaner har liknande struktur; L' anima (1893) hävdade det översinnligas verklighet, andra betydande romaner var L' automa (1892) och L' incantesimo (1897). Mera konstnärligt och fritt från ideologiska syften är dramat Fiamme nell' ombra (Uppfört i Stockholm 1905 som Lågor i dunklet).